# Sciapus
Sciapus is een vliegengeslacht uit de familie van de slankpootvliegen (Dolichopodidae).

## Soorten
- S. aberrans Becker, 1918
- S. albifrons (Meigen, 1830)
- S. albovittatus Strobl, 1909
- S. algirus Macquart, 1849
- S. basilicus Meuffels & Grootaert, 1990
- S. bellus (Loew, 1873)
- S. bicolor (Loew, 1861)
- S. bradleii Van Duzee, 1915
- S. calceolatus (Loew, 1859)
- S. californicus Steyskal, 1966
- S. contristans (Wiedemann, 1817)
- S. costae Mik, 1890
- S. costalis (Aldrich, 1904)
- S. delicatus (Walker, 1849)
- S. discretus Parent, 1926
- S. divergens Van Duzee, 1933
- S. dorsalis (Loew, 1866)
- S. euchromus (Loew, 1857)
- S. euzonus (Loew, 1859)
- S. evanidus Bezzi, 1898
- S. filipes (Loew, 1861)
- S. flavicinctus (Loew, 1857)
- S. floridanus Harmston, 1971
- S. frater (Parent, 1927)
- S. fuscinervis (Van Duzee, 1926)
- S. glaucescens (Loew, 1856)
- S. gracilipes (Loew, 1871)
- S. heteropygus Parent, 1926
- S. holoxanthos Parent, 1926
- S. infumatus (Aldrich, 1901)
- S. laetus (Meigen, 1838)
- S. lesinensis (Mik, 1889)
- S. lobipes (Meigen, 1824)
- S. longulus (Fallen, 1823)
- S. maritimus Becker, 1918

- S. maurus Parent, 1930
- S. montium Becker, 1908
- S. nervosus (Lehmann, 1822)
- S. nigricornis (Loew, 1869)
- S. oldenbergi Parent, 1932
- S. opacus (Loew, 1866)
- S. palmipes Collin, 1966
- S. pallens (Wiedemann, 1830)
- S. platypterus (Fabricius, 1805)
- S. pollinosus Van Duzee, 1915
- S. pressipes Parent, 1929
- S. psittacinus (Loew, 1861)
- S. rotundiceps (Aldrich, 1904)
- S. scintillans (Loew, 1861)
- S. spiniger (Zetterstedt, 1859)
- S. spinosus Parent, 1929
- S. tener (Loew, 1862)
- S. tenuinervis (Loew, 1857)
- S. trisetosus Van Duzee, 1932
- S. ukrainensis Pollet, 2003
- S. unicoiensis Robinson, 1964
- S. unifasciatus (Say, 1823)
- S. variegatus (Loew, 1861)
- S. venetus Meuffels, 1976
- S. wiedemanni (Fallen, 1823)
- S. zonatulus (Zetterstedt, 1843)